# Unión Europea de Futsal
La Unión Europea de Futsal (UEFS) es uno de los organismos internacionales que dirigen la práctica del fútbol de salón (o futsal) en Europa. Fundada en 1988 en Madrid, luego se trasladó a Moscú en Rusia, donde funciona actualmente. 
La UEFS estuvo afiliada a la Federación Internacional de Fútbol de Salón (FIFUSA) hasta su desactivación en el 2001, y en el 2002 a la Asociación Mundial de Futsal (AMF) hasta el 2017, cuando fue expulsada por problemas de desacato e indisciplina por parte de su directiva hacia la AMF, siendo reemplazada en el continente por la Federación Europea de Futsal (FEF) como el máximo organismo rector del futsal de la AMF en Europa.
Actualmente, la UEFS como entidad independiente, la Federación Europea de Futsal, organismo representante de la FIFUSA en Europa, la Asociación de Federaciones Europeas de Fútbol de Salón (AFEFS), organización fundada por la AMF en 2022 para reemplazar a la FEF dentro de su estructura, y la UEFA en representación de la FIFA, se disputan la representatividad del futsal europeo. Mientras la UEFS, la FEF y la AFEFS son organismos específicos para el futsal, la UEFA incluye el fútbol sala en un comité en su estructura orientada al fútbol.
Al igual que la UEFA, la UEFS organiza en la actualidad el Campeonato de Naciones de este deporte; de hecho, varias de sus ediciones se celebraron con anterioridad a los torneos continentales de la UEFA. Además organiza 2 certámenes de clubes: el Campeonato de Campeones y la Copa de la UEFS, además de jugar entre los campeones de los dos torneos la Supercopa de la UEFS. También organiza en menor medida torneos de veteranos y las mismas versiones de torneos continentales pero femeninos aunque desde el 2005 solo organiza la Copa de la UEFS femenina. 
Actualmente la UEFS tiene 27 federaciones afiliadas representadas en su página web Archivado el 8 de mayo de 2021 en Wayback Machine. pero a lo largo de la historia se han reconocido y han participado en sus certámenes más de 30 equipos nacionales.

## Historia
La primera competición organizada a nivel de selecciones fue el Campeonato Europeo de futsal de la UEFS que se desarrolló en Madrid en 1989. Esta competición fue dominada por las selecciones ibéricas: Portugal ganó en 1989 y 1990 (luego salió campeón del mundo en 1991) y España en 1992. Posteriormente fue dominada por las selecciones orientales con un claro dominio de Rusia ganando 4 ediciones (1998, 2006, 2008 y 2010), Bielorrusia en 2004 y 2014, Eslovaquia en 1995 y Bélgica rompiendo el dominio de Europa del Este en el año 2012.
En 1991, la UEFS organizó el primer torneo para los clubes: el Campeonato Europeo de Campeones UEFS que se desarrolla regularmente cada año en un lugar diferente con excepción del año 2000 en que no se jugó. En el sector femenino, la actividad empezó en 2001 en Rusia con los equipos nacionales donde el dominio de los orientales continuó con Rusia ganando tres ediciones (2001, 2004 y 2009) y República Checa ganando dos (2007 y 2011). Las competiciones para los clubes en rama femenina se desarrolla desde el año 2004.

## Miembros
La UEFS en la actualidad tiene 25 países afiliados cuyos clubes y selecciones nacionales participan en las competiciones organizadas por la confederación.
| Miembros afiliados   |                                                         |                                                                                    |
| País o territorio    | Federación                                              | Sitio web                                                                          |
| Abjasia              | Federación Abjasia de Fútbol de Salón                   |                                                                                    |
| Alemania             | Federación Alemana de Futsal                            | http://www.futsal5.de/                                                             |
| Armenia              | Federación Armenia de Fútbol de Salón                   | http://www.ffa.am/en/                                                              |
| Bielorrusia          | Federación Bielorrusa de Fútbol de Salón                | www.futsal-by.com/                                                                 |
| Bosnia y Herzegovina | Federación Bosnioherzegovina de Fútbol de Salón         |                                                                                    |
| Bulgaria             | Liga Búlgara de Futsal                                  | http://www.blfz.eu/                                                                |
| Dinamarca            | Federación Danesa de Fútbol de Salón                    | www.futsal-denmark.dk/                                                             |
| Eslovaquia           | Federación Eslovaca de Fútbol de Salón                  |                                                                                    |
| España               | Asociación Nacional de Fútbol Sala (ANFS)               | www.anfs.es/ Archivado el 30 de junio de 2012 en Wayback Machine.                  |
| Estonia              | Federación Estonia de Fútbol de Salón                   |                                                                                    |
| Finlandia            | Finlandia Futsal                                        |                                                                                    |
| Galicia              | Federación Gallega de Fútbol Sala                       |                                                                                    |
| Grecia               | Federación Griega de Fútbol Sala                        |                                                                                    |
| Inglaterra           | Federación Inglesa de Futsal                            |                                                                                    |
| Israel               | Federación Israelí de Fútbol de Salón                   |                                                                                    |
| Kazajistán           | Federación Kazaja de Fútbol de Salón                    |                                                                                    |
| Kirguistán           | Federación Kirguisa de Fútbol de Salón                  |                                                                                    |
| Kosovo               | Federación Kosovar de Fútbol Sala                       |                                                                                    |
| Letonia              | Federación Letona de Fútbol de Salón                    |                                                                                    |
| Lituania             | Federación Lituana de Fútbol de Salón                   |                                                                                    |
| Noruega              | Indoor Football Scandinavia                             | http://www.indoorfootball.net/ Archivado el 4 de junio de 2007 en Wayback Machine. |
| Osetia del Sur       | Federación Surosetia de Fútbol de Salón                 |                                                                                    |
| País Vasco           | Federación de Asociaciones Vascas de Fútbol Sala (FAVA) | http://www.favafutsal.com/                                                         |
| Polonia              | Federación de Futsal de Polonia                         |                                                                                    |
| Portugal             | Federación Portuguesa de Fútbol Sala                    | http://www.futsalportugal.net/                                                     |
| República Checa      | Federación Checa de Fútbol de Salón                     | http://www.futsal-salovyfotbal.com                                                 |
| Rusia                | Federación Rusa de Fútbol de Salón                      | http://www.futsal-ffr.ru                                                           |
| Ucrania              | Federación Ucraniana de Fútbol de Salón                 | http://www.futsalukrain.yard.ru/                                                   |
| Uzbekistán           | Federación Uzbeka de Fútbol de Salón                    |                                                                                    |

### Miembros asociados
| Miembros asociados |                                                      |                 |
| País o territorio  | Federación                                           | Sitio web       |
| Australia          | Federación de Fútbol de Salón de Australia y Oceanía | www.fao.net.au/ |
| Santa Helena       | Saint-Helena Futsal Federation                       |                 |
| Nueva Zelanda      | Federación de Fútbol de Salón de Nueva Zelanda       |                 |

### Miembros desafiliados
| Miembros desafiliados |                                                                    |             |                                 |                   |
| País o territorio     | Federación                                                         | Egreso UEFS | Sitio web                       | Afiliación actual |
| Austria               | Austrian Indoor Football Asociation                                | 2017        |                                 | FIFUSA FEF        |
| Bélgica               | Belgian Futsal Federation (BZVB)                                   | 2022        | http://www.belgianfutsalfed.be/ | AMF AFEFS         |
| Cataluña              | Federaciò Catalana Futbol Sala (FCFS)                              | 2017        | http://www.futsal.cat/          | AMF AFEFS         |
| Francia               | Association Française de Futsal (AFF)                              | 2017        | www.affs.fr/                    | FIFUSA FEF        |
| Francia               | Fédération Futsal France/Unión Nacional de Clubs de Futsal (UNCFs) | 2022        | http://www.uncfs.org/           | AMF AFEFS         |
| Italia                | Federazione Italiana Football Sala (FIFS)                          | 2017        | www.fics.it                     | AMF AFEFS         |
| Marruecos             | Maroc Futsal Federation                                            | 2017        |                                 | FIFUSA FEF        |
| Principado de Mónaco  | Fédération Monégasque de Football (FMF)                            | 2017        |                                 | AMF AFEFS         |
| Reino Unido           | Great Britain Futsal Federation                                    | 2017        |                                 | FIFUSA FEF        |
| Rusia                 | All Regional Federation Futsal of Russia                           | 2017        |                                 | FIFUSA FEF        |
| Suiza                 | Federazione Svizzera Football Sala (FSFS)                          | 2017        |                                 | AMF AFEFS         |

## Competiciones
- Campeonato Europeo de futsal de la UEFS
- Campeonato Europeo femenino de futsal de la UEFS
- Campeonato Europeo de Campeones UEFS
- Copa de la UEFS de futsal
- Supercopa de la UEFS
- Copa de la UEFS femenina